# 汉斯·梅尔霍恩
汉斯·梅尔霍恩（德語：Hans Mehlhorn，1900年1月16日—1983年7月2日），德国男子雪车运动员。他曾代表德国参加1932年冬季奥林匹克运动会雪车比赛，联同汉斯·基利安、马克斯·路德维希和塞巴斯蒂安·胡贝尔获得男子四人铜牌。